# Astyanax schubarti
Astyanax schubarti, popularmente conhecido como lambari-de-rabo-amarelo, é uma espécie de peixe caracídeo, pertencente ao gênero Astyanax. É endêmica ao Brasil, ocorrendo nos estados de Mato Grosso, Goiás, Paraná, Mato Grosso do Sul e São Paulo.